# Discografia de Son Dam Bi
Esta é a discografia da cantora sul-coreana Son Dam Bi. Consiste de um álbum de estúdio, uma coletânea, quatro extended plays, onze singles e um álbum single.

## Álbuns

### Álbuns de estúdio
| Type "B" - Back To 80's                                                                      | - Lançamento: 23 de março de 2009 - Gravadora: Pledis Entertainment - Formatos: CD, download digital | 15 | - KOR: 11.048+ |
| "—" indica lançamentos que não figuraram nas paradas ou que não foram lançados nessa região. | |    |                |

### Coletâneas
| Son Dam Bi Remix Vol. 1                                                                      | - Lançamento: 20 de novembro de 2008 - Gravadora: Pledis Entertainment - Formatos: CD, download digital | — | - KOR: N/A |
| "—" indica lançamentos que não figuraram nas paradas ou que não foram lançados nessa região. | |   |            |

### EPs
| Mini Album Vol. 1                                                                            | - Lançamento: 29 de abril de 2008 - Gravadora: Pledis Entertainment - Formatos: CD, download digital    | —  | - KOR: N/A |
| Mini Album Vol. 2                                                                            | - Lançamento: 18 de setembro de 2008 - Gravadora: Pledis Entertainment - Formatos: CD, download digital | 71 | - KOR: N/A |
| The Queen                                                                                    | - Lançamento: 8 de julho de 2010 - Gravadora: Pledis Entertainment - Formatos: CD, download digital     | —  | - KOR: N/A |
| Dripping Tears                                                                               | - Lançamento: 12 de novembro de 2012 - Gravadora: Pledis Entertainment - Formatos: CD, download digital | —  | - KOR: N/A |
| "—" indica lançamentos que não figuraram nas paradas ou que não foram lançados nessa região. | |    |            |

### Álbuns single
| Cry Eye                                                                                      | - Lançamento: 20 de junho de 2007 - Gravadora: SBME Korea - Formatos: CD, download digital | 27 | - KOR: N/A |
| "—" indica lançamentos que não figuraram nas paradas ou que não foram lançados nessa região. |                                                                                            |    |            |

## Singles

### Singles em coreano
| 2007                                                                                         | "Cry Eye"                     | 6  | —  | Cry Eye                 |
| 2007                                                                                         | "Start"                       | —  | —  | Cry Eye                 |
| 2008                                                                                         | "Change The World"            | —  | —  | Lançamento sem álbum    |
| 2008                                                                                         | "Bad Boy" (feat. Kahi)        | 29 | —  | Mini Album Vol. 1       |
| 2008                                                                                         | "Invisible Person"            | 18 | —  | Lançamento sem álbum    |
| 2008                                                                                         | "Crazy"                       | 3  | —  | Mini Album Vol. 2       |
| 2009                                                                                         | "Saturday Night"              | 1  | —  | Type "B" - Back to 80's |
| 2009                                                                                         | "Amoled" (feat. After School) | 5  | —  | Lançamento sem álbum    |
| 2010                                                                                         | "Can't U See"                 | 12 | —  | The Queen               |
| 2010                                                                                         | "Queen"                       | 3  | —  | The Queen               |
| 2010                                                                                         | "dB Rider" (nova versão)      | 70 | —  | The Queen               |
| 2012                                                                                         | "Dripping Tears"              | 10 | 12 | Dripping Tears          |
| "—" indica lançamentos que não figuraram nas paradas ou que não foram lançados nessa região. |                               |    |    |                         |

## Outras canções
| 2012                                                                                         | "I Wanted To Love" | 169 | Dripping Tears |
| "—" indica lançamentos que não figuraram nas paradas ou que não foram lançados nessa região. |                    |     |                |